# Jean-Jacques Fournier de Varennes
Pour les articles homonymes, voir Fournier et Varennes.
Jean-Jacques Fournier de Varennes, dit le marquis de Bellevue, est un officier et planteur esclavagiste de canne à sucre, né en 1739 à Saint-Domingue, et mort en 1794 à Paris.

## Biographie
Jean-Jacques Fournier de Varennes fait partie des grandes familles de Saint-Malo établies dans la colonie de Saint-Domingue, où s'installe dès 1675 son arrière-grand-père Jean Fournier de Varennes, près de l'anse du Port-de-Mer, au nord de la ville du Cap Français.
Son père, Jacques Fournier de Varennes, appelé aussi Jean-Jacques, possède des habitations sucrières à Rocou, Limonade et Limbé, en 1739, à la naissance de Jean-Jacques Fournier ;
Jean-Jacques Fournier de Varennes joue un rôle important lors de la Révolution française aux Antilles. Commandant de la milice, membre de chambre d'agriculture du Cap-Français mais aussi écrivain, il aide Médéric Louis Élie Moreau de Saint-Méry, membre du Club des esclavagistes de l'hôtel Massiac, à écrire son Lois et constitutions des colonies françaises de l'Amérique sous le vent.
Quelques mois après le Traité de Whitehall, il est guillotiné en juin 1794 avec une trentaine d'autres aristocrates, en pleine période de la Terreur.